# Childress County
Childress County je okres ve státě Texas v USA. K roku 2019 zde žilo 7 306 obyvatel. Správním městem okresu je Childress. Celková rozloha okresu činí 1 849 km².